# Brasilaphthona
Brasilaphthona es un género de escarabajos de la familia Chrysomelidae. En 1956 Bechyné describió el género. Contiene las siguientes especies:
- Brasilaphthona andraea (Bechyne, 1955)
- Brasilaphthona chromolytica Bechyne, 1986
- Brasilaphthona chromolytica Bechyne, 1997
- Brasilaphthona cryptomorpha Bechyne, 1986
- Brasilaphthona cryptomorpha Bechyne, 1997
- Brasilaphthona erythrostoma (Harold, 1876)
- Brasilaphthona frontalis (Harold, 1876)
- Brasilaphthona lineolata (Harold, 1876)
- Brasilaphthona protomorpha Bechyne, 1986
- Brasilaphthona protomorpha Bechyne, 1997
- Brasilaphthona virginia Bechyne, 1986
- Brasilaphthona virginia Bechyne, 1997